# Krzysztof Kiersznowski
 (février 2023).
Si vous disposez d'ouvrages ou d'articles de référence ou si vous connaissez des sites web de qualité traitant du thème abordé ici, merci de compléter l'article en donnant les références utiles à sa vérifiabilité et en les liant à la section « Notes et références ».
Krzysztof Kiersznowski, né le 26 novembre 1950 à Varsovie et mort le 24 octobre 2021 à Komorów, est un acteur polonais.

## Biographie
Diplômé de la faculté d'art dramatique de l'École nationale de cinéma de Łódź en 1977, Krzysztof Kiersznowski fait ses débuts la même année au théâtre Ochoty de Varsovie.
En 1976, à l'âge de 26 ans, il tient son premier rôle au cinéma dans L'Homme de marbre d'Andrzej Wajda. Un vrai succès l'attend en 1981, à la sortie de la comédie criminelle Vabank de Juliusz Machulski où il incarne l'un des faire-valoirs. En 2007, Krzysztof Kiersznowski remporte un Aigle du meilleur acteur dans un second rôle pour sa performance dans Statyści de  Michał Kwieciński.
Il meurt le 24 octobre 2021 à Komorów l'âge de 70 ans, des suites d'un cancer contre lequel il luttait depuis de nombreuses années. Le 4 novembre 2021, après la messe de funérailles à l'église Saint-Alexandre, il est enterré au cimetière de Komorów.

## Filmographie

### Cinéma
- 1977 : L'Homme de marbre (Człowiek z marmuru) d’Andrzej Wajda : ouvrier
- 1978 : Sans anesthésie (Bez znieczulenia) d'Andrzej Wajda : étudiant
- 1981 : Gorączka d'Agnieszka Holland : combattant
- 1981 : Vabank de Juliusz Machulski : Nuta
- 1984 : Vabank 2 de Juliusz Machulski : Nuta
- 2006 : L'Héroïne de Gdansk (Strajk – Die Heldin von Danzig) de Volker Schlöndorff : Mateusz

### Télévision
- 2007 : Jutro idziemy do kina de Michał Kwieciński : Staroste, le père d'Ania
- 2011 : Ojciec Mateusz : Wacław Gajda  (série télévisée, épisode 68)

### Doublage
- 2012 : Rebelle de Mark Andrews : Lord Macintosh (voix originale Craig Ferguson) (dessin animé)